# Saint-Julien-de-Concelles
Pour les articles homonymes, voir Saint-Julien.

Situation de Saint-Julien-de-Concelles dans le département de la Loire-Atlantique.

Saint-Julien-de-Concelles est une commune de l'Ouest de la France, dans le département de la Loire-Atlantique, en région Pays de la Loire.

## Géographie
Saint-Julien-de-Concelles est situé sur la rive gauche de la Loire, à environ 13 km à l'est de Nantes.

### Intercommunalité
Partie intégrante du pays du Vignoble nantais, Saint-Julien de Concelles appartient à la communauté de communes Sèvre et Loire, avec les communes de Divatte-sur-Loire, Le Landreau, Le Loroux-Bottereau, La Remaudière, La Boissière du Doré, Vallet, La Regrippière, Le Pallet, Mouzillon et La Chapelle-Heulin.

### Occupation des sols
D'un point de vue d'occupation des sols, la commune est composée de trois grands ensembles. Sur ses parties nord et ouest, on se situe dans le lit majeur de la Loire, dans une plaine inondable. Le bourg, l'est et la partie sud-est de la commune sont occupés par le vignoble, composé en grande majorité de production pour le Muscadet et le Gros plant. Au sud s'étend la zone Natura 2000 correspondant au marais de Goulaine et qui fait une véritable barrière naturelle avec la commune de Haute-Goulaine.

### Climat
Pour des articles plus généraux, voir Climat des Pays de la Loire et Climat de la Loire-Atlantique.
En 2010, le climat de la commune est de type climat océanique franc, selon une étude du CNRS s'appuyant sur une série de données couvrant la période 1971-2000. En 2020, Météo-France publie une typologie des climats de la France métropolitaine dans laquelle la commune est exposée à un climat océanique et est dans la région climatique  Bretagne orientale et méridionale, Pays nantais, Vendée, caractérisée par une faible pluviométrie en été et une bonne insolation.
Pour la période 1971-2000, la température annuelle moyenne est de 12 °C, avec une amplitude thermique annuelle de 13,7 °C. Le cumul annuel moyen de précipitations est de 783 mm, avec 12,6 jours de précipitations en janvier et 6,2 jours en juillet. Pour la période 1991-2020, la température moyenne annuelle observée sur la station météorologique de Météo-France la plus proche, « Haie-Fouassière », sur la commune de La Haie-Fouassière à 11 km à vol d'oiseau, est de 12,8 °C et le cumul annuel moyen de précipitations est de 858,5 mm,. Pour l'avenir, les paramètres climatiques de la commune estimés pour 2050 selon différents scénarios d'émission de gaz à effet de serre sont consultables sur un site dédié publié par Météo-France en novembre 2022.

## Urbanisme

### Typologie
Au 1er janvier 2024, Saint-Julien-de-Concelles est catégorisée commune rurale à habitat dispersé, selon la nouvelle grille communale de densité à sept niveaux définie par l'Insee en 2022.
Elle appartient à l'unité urbaine de Saint-Julien-de-Concelles, une agglomération intra-départementale regroupant deux  communes, dont elle est une commune de la banlieue,,. Par ailleurs la commune fait partie de l'aire d'attraction de Nantes, dont elle est une commune de la couronne,. Cette aire, qui regroupe 116 communes, est catégorisée dans les aires de 700 000 habitants ou plus (hors Paris),.

### Occupation des sols
L'occupation des sols de la commune, telle qu'elle ressort de la base de données européenne d’occupation biophysique des sols Corine Land Cover (CLC), est marquée par l'importance des territoires agricoles (76,5 % en 2018), en diminution par rapport à 1990 (78,1 %). La répartition détaillée en 2018 est la suivante : 
zones agricoles hétérogènes (38,5 %), terres arables (18,6 %), prairies (10,3 %), cultures permanentes (9,1 %), zones urbanisées (9 %), eaux continentales (7 %), zones humides intérieures (4,5 %), zones industrielles ou commerciales et réseaux de communication (2 %), forêts (0,9 %). L'évolution de l’occupation des sols de la commune et de ses infrastructures peut être observée sur les différentes représentations cartographiques du territoire : la carte de Cassini (XVIIIe siècle), la carte d'état-major (1820-1866) et les cartes ou photos aériennes de l'IGN pour la période actuelle (1950 à aujourd'hui).

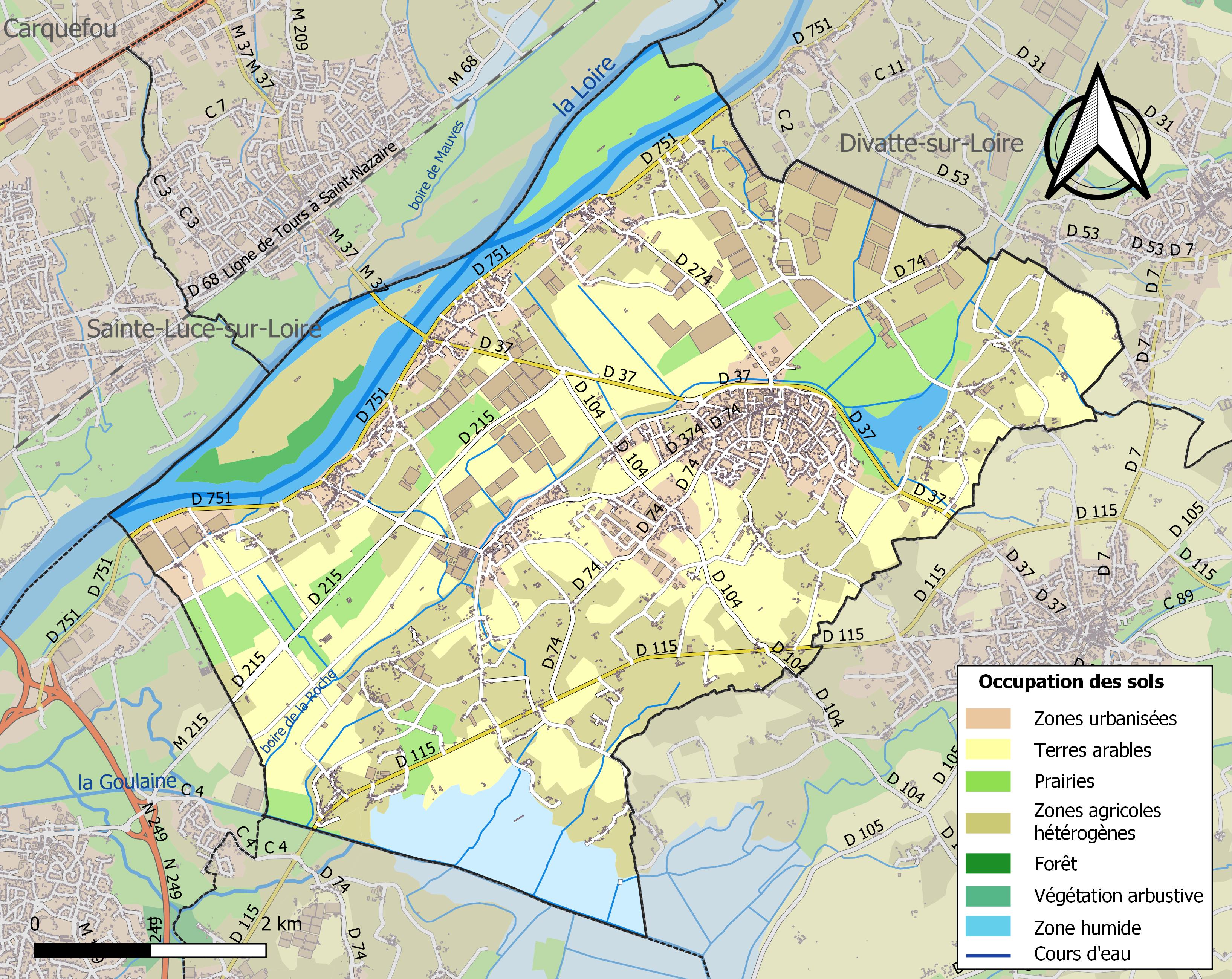
Carte des infrastructures et de l'occupation des sols de la commune en 2018 (CLC).

## Toponymie
La localité est attestée sous sa forme latine Sanctus Julianus dès 1123.
La commune possède plusieurs appellations en gallo, la langue d'oïl locale : Saint-Yo, Saint-Juyen, Saint-Julien et se prononcent respectivement [sɛ̃jo], [sɛ̃ʒyjœ̃ː], [sɛ̃ʒyjɛ̃] ou encore [sɛ̃ʒyljɛ̃]
.
La forme bretonne actuelle proposée par l'Office public de la langue bretonne est Sant-Juluan-Kankell.

## Histoire
Dans une charte du roi Louis VI datée de 1123, le territoire de Saint-Julien, avec l'eau de la Concelle (cum aqua Cancella) et tous les droits qui l'accompagnent, est revendiqué comme faisant partie des régaires de l'évêché de Nantes.

### Les seize fusillés du terrain du Bêle à Nantes, le23 octobre 1941
Les autorités allemandes ne voulant pas que les sépultures deviennent un lieu de culte, elles font enterrer sommairement quatre des fusillés à Saint-Julien-de-Concelles. Seul un numéro inscrit sur une petite plaque indiquait l'emplacement de chaque sépulture.
- Maurice Allano - 21 ans, de Nantes, soupçonné d’actes de résistance ; son corps est transféré dans le nouveau cimetière Sainte-Anne, Nantes.
- Frédéric Creusé - 20 ans, de Nantes, soupçonné d’actes de résistance ; son corps est transféré dans le cimetière Miséricorde, à Nantes.
- Michel Dabat - 20 ans, de Nantes, accusé d’actions de résistance ; son corps est transféré dans le cimetière de la Chauvinière de Nantes.
- Jean-Pierre Glou - 19 ans, de Nantes, soupçonné d’actes de résistance ; son corps est transféré dans le cimetière de Miséricorde.

Le nom de Marin Poirier figure sur la stèle du cimetière de Saint-Julien-de-Concelles et, pourtant, il ne fit pas partie de l’exécution du 23 octobre 1941 ; Marin Poirier, né à Fougères, cheminot, accusé d’avoir favorisé l’évasion de prisonniers de guerre et leur passage en zone libre ; condamné à 4 ans ½ de prison, il fit appel ; la politique des troupes d’occupation s’étant durcie, il est condamné à mort et fusillé au terrain du Bêle, le 30 août 1941 ; après une inhumation provisoire à Saint-Julien, son corps est transféré dans le cimetière de la Chauvinière.

## Économie
La majorité de la population active travaille en dehors de Saint-Julien de Concelles : 54 % des travailleurs effectuent des migrations pendulaires à destination exclusive de Nantes, en 2006, et, au total, 75,6 % des concellois actifs travaillent en dehors de la commune.
Saint-Julien est une commune que l’on peut qualifier de rurale : près d’un quart des actifs travaillent dans le secteur agricole. Les volontés affichées par les acteurs du développement local tendent à vouloir renforcer ce secteur : maintenir les emplois agricoles est une des priorités du SCOT du pays du vignoble nantais ; ces emplois agricoles ne semblent donc pas menacés.
Le secteur agricole représente environ 475 emplois à l’année sur la commune. Ce sont les activités liées au maraîchage qui sont les plus nombreuses et qui génèrent le plus d’emplois.
Les maraîchers utilisent des serres de différentes tailles en verre ou en plastique pour protéger et mieux contrôler leurs cultures, ces grands abris façonnent le paysage de la plaine inondable, donnant l'impression de se trouver dans un paysage consacré à l'agriculture intensive.
On compte, à Saint-Julien, une centaine d’entrepreneurs et artisans.
L’industrie est le secteur le moins développé sur la commune ; les plus grandes entreprises sont situées au niveau du pôle d’activités de Beausoleil.

### Osier et vannerie
Jusqu'au début du XXe siècle, Saint-Julien est un grand centre de production d'osier et de fabrication de vannerie.
Fin XIXe et début XXe, des ouvriers vanniers s'unissent et créent des syndicats professionnels à Aramon (Gard), Bellot (Seine-et-Marne), Bordeaux, Fayl-Billot (Haute-Marne), Givors (Rhône), Marseille, Origny-en-Thiérache (Aisne), à Paris, Tannay (Ardennes), Toulon et Toulouse ; en Bretagne, à Nantes et Saint-Julien-de-Concelles (Loire-Inférieure).

« Des vanneries importantes existe maintenant à Nantes, à Ancenis, à Saint-Julien-de-Concelles ; c’est là qu’en 1904 et 1905, sur l’heureuse inspiration de M. Danguy, directeur des Services Agricoles, l’on a fait usages avec succès, sur de grandes surfaces, du jus de tabac titré de la régie, pour lutter contre le bleu de l’osier (phyllodecta). »

## Tourisme

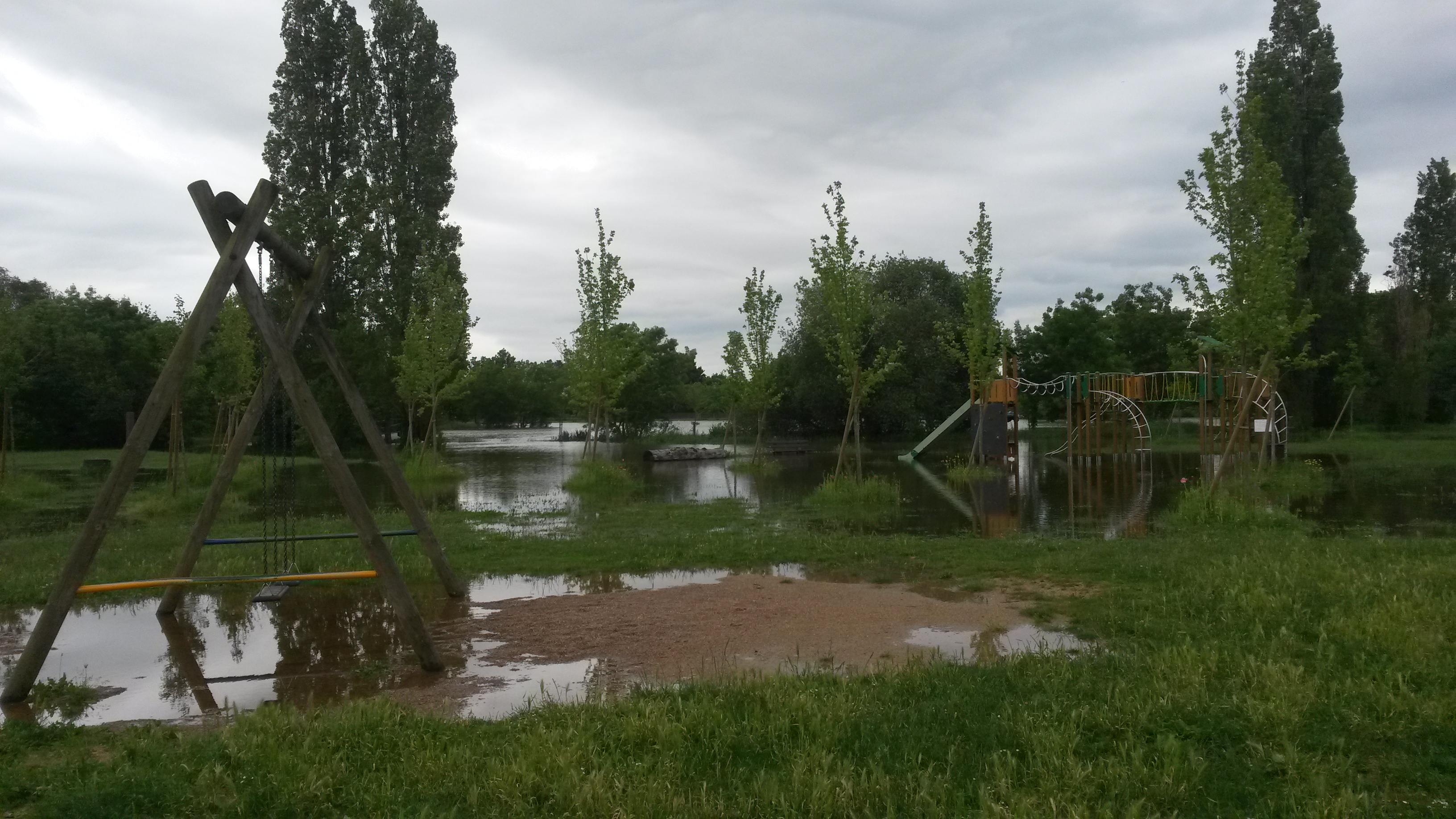
Aire de jeu du plan d'eau du Chêne inondée à la suite de fortes intempéries, en mai 2016

La Loire, aussi appelée « fleuve royal », est une composante majeure du patrimoine concellois. Le fleuve est longé par la levée de la Divatte, ouvrage construit au XIXe siècle pour protéger la vallée des crues parfois importantes. Les inondations de 1910 marquent l'histoire de la commune.
Le plan d'eau du Chêne Base est un site de loisirs en plein air comprenant des activités nautiques, un arboretum, un parcours de santé, et des jeux et aires de pique-nique.
Le marais de Goulaine (classé Natura 2000) héberge de nombreuses espèces aquatiques, une faune et une flore diversifiées. Il s'étend sur cinq communes : La Chapelle-Heulin, Haute-Goulaine, Le Landreau, Le Loroux-Bottereau et Saint-Julien de Concelles.

## Population et société

### Démographie
Selon le classement établi par l'Insee, Saint-Julien-de-Concelles est le centre d'un bassin de vie. Elle fait partie de l'aire urbaine et de la zone d'emploi de Nantes. Toujours selon l'Insee, en 2010, la répartition de la population sur le territoire de la commune était considérée comme « peu dense » : 44 % des habitants résidaient dans des zones « intermédiaires » et 56 % dans des zones « peu denses ».

#### Évolution démographique
L'évolution du nombre d'habitants est connue à travers les recensements de la population effectués dans la commune depuis 1793. Pour les communes de moins de 10 000 habitants, une enquête de recensement portant sur toute la population est réalisée tous les cinq ans, les populations de référence des années intermédiaires étant quant à elles estimées par interpolation ou extrapolation. Pour la commune, le premier recensement exhaustif entrant dans le cadre du nouveau dispositif a été réalisé en 2007.

En 2022, la commune comptait 7 768 habitants, en évolution de +12,78 % par rapport à 2016 (Loire-Atlantique : +6,68 %, France hors Mayotte : +2,11 %).
| 1793  | 1800  | 1806  | 1821  | 1831  | 1836  | 1841  | 1846  | 1851  |
| ----- | ----- | ----- | ----- | ----- | ----- | ----- | ----- | ----- |
| 4 200 | 1 659 | 2 226 | 3 161 | 3 467 | 3 779 | 3 694 | 3 770 | 3 907 |

| 1856  | 1861  | 1866  | 1872  | 1876  | 1881  | 1886  | 1891  | 1896  |
| ----- | ----- | ----- | ----- | ----- | ----- | ----- | ----- | ----- |
| 3 862 | 3 868 | 3 832 | 4 007 | 3 971 | 3 832 | 3 690 | 3 602 | 3 555 |

| 1901  | 1906  | 1911  | 1921  | 1926  | 1931  | 1936  | 1946  | 1954  |
| ----- | ----- | ----- | ----- | ----- | ----- | ----- | ----- | ----- |
| 3 461 | 3 394 | 3 189 | 2 875 | 2 860 | 2 871 | 2 764 | 2 938 | 3 323 |

| 1962  | 1968  | 1975  | 1982  | 1990  | 1999  | 2006  | 2007  | 2012  |
| ----- | ----- | ----- | ----- | ----- | ----- | ----- | ----- | ----- |
| 3 555 | 3 850 | 4 272 | 5 095 | 5 418 | 6 255 | 6 692 | 6 756 | 6 782 |

| 2017  | 2022  | - | - | - | - | - | - | - |
| ----- | ----- | - | - | - | - | - | - | - |
| 6 917 | 7 768 | - | - | - | - | - | - | - |

#### Pyramide des âges
La population de la commune est relativement jeune.
En 2018, le taux de personnes d'un âge inférieur à 30 ans s'élève à 34,1 %, soit en dessous de la moyenne départementale (37,3 %). À l'inverse, le taux de personnes d'âge supérieur à 60 ans est de 24,1 % la même année, alors qu'il est de 23,8 % au niveau départemental.
En 2018, la commune comptait 3 554 hommes pour 3 569 femmes, soit un taux de 50,11 % de femmes, légèrement inférieur au taux départemental (51,42 %).
Les pyramides des âges de la commune et du département s'établissent comme suit.
| Hommes | Classe d’âge | Femmes |
| ------ | ------------ | ------ |
| 0,5    | 90 ou +      | 1,7    |
| 5,5    | 75-89 ans    | 7,4    |
| 16,1   | 60-74 ans    | 17,1   |
| 23,1   | 45-59 ans    | 22,1   |
| 19,3   | 30-44 ans    | 19,1   |
| 15,8   | 15-29 ans    | 14,6   |
| 19,7   | 0-14 ans     | 18,1   |

| Hommes | Classe d’âge | Femmes |
| ------ | ------------ | ------ |
| 0,6    | 90 ou +      | 1,8    |
| 6      | 75-89 ans    | 8,6    |
| 15,1   | 60-74 ans    | 16,4   |
| 19,4   | 45-59 ans    | 18,8   |
| 20,1   | 30-44 ans    | 19,3   |
| 19,2   | 15-29 ans    | 17,4   |
| 19,5   | 0-14 ans     | 17,6   |

## Lieux et monuments
- La chapelle Saint-Barthélemy, du XVe siècle, élevée sur des vestiges de bains gallo-romains ; inscrite au titre de monument historique par arrêté du 21 décembre 1925[31].
- La gentilhommière de la Meslerie, inscrite au titre de monument historique, par arrêté du 9 novembre 1984[32].
- De nombreux moulins, principalement : les Bregeonnes, les Trois-Moulins, les Justices, Cahérault, Bourderie, Tue-Loup, les Feuillardes, la Bertaudière, entre l'Anglesort et la Malonnière.

Chapelle Saint-Barthélemy
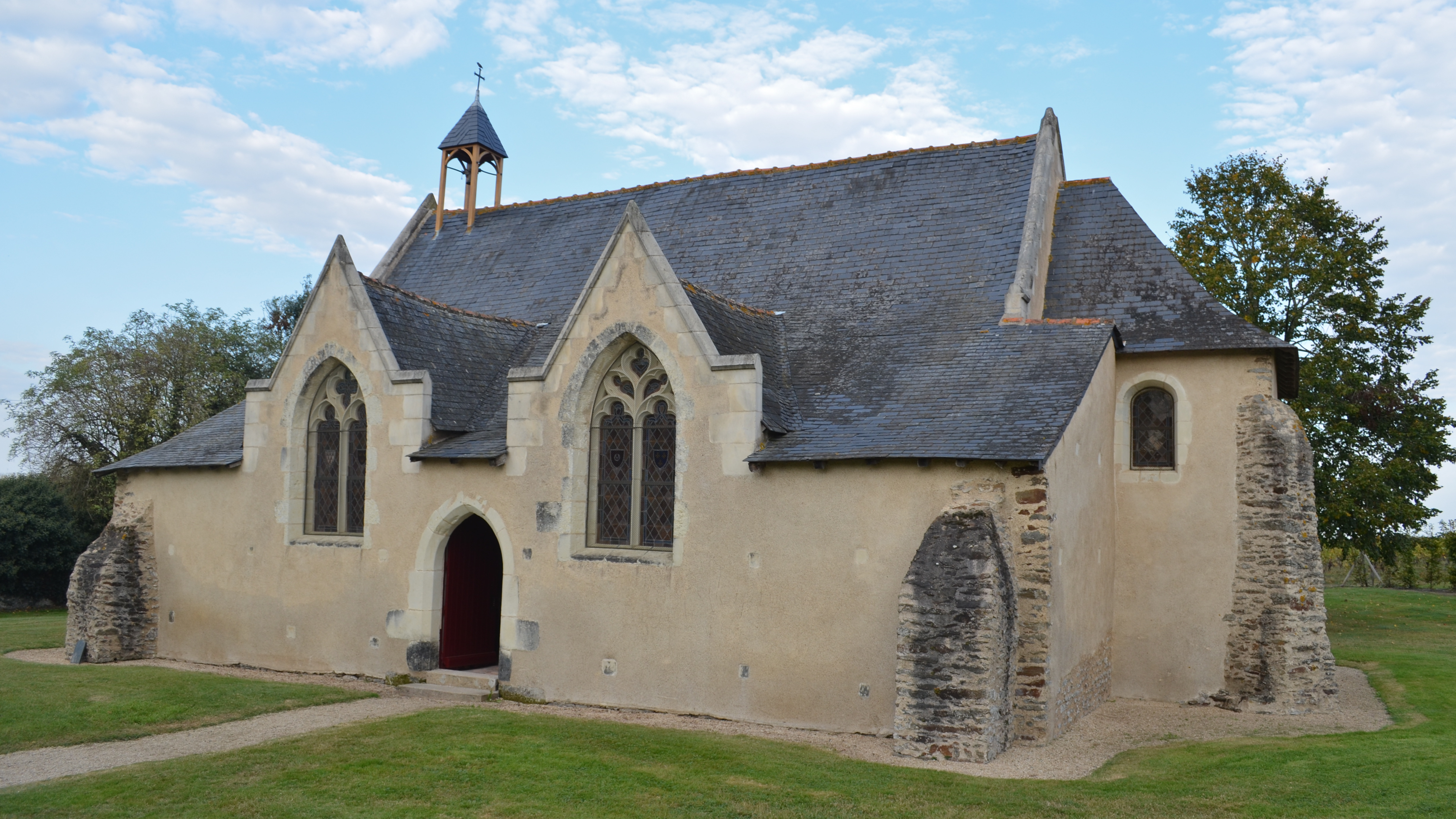
Vue d'ensemble
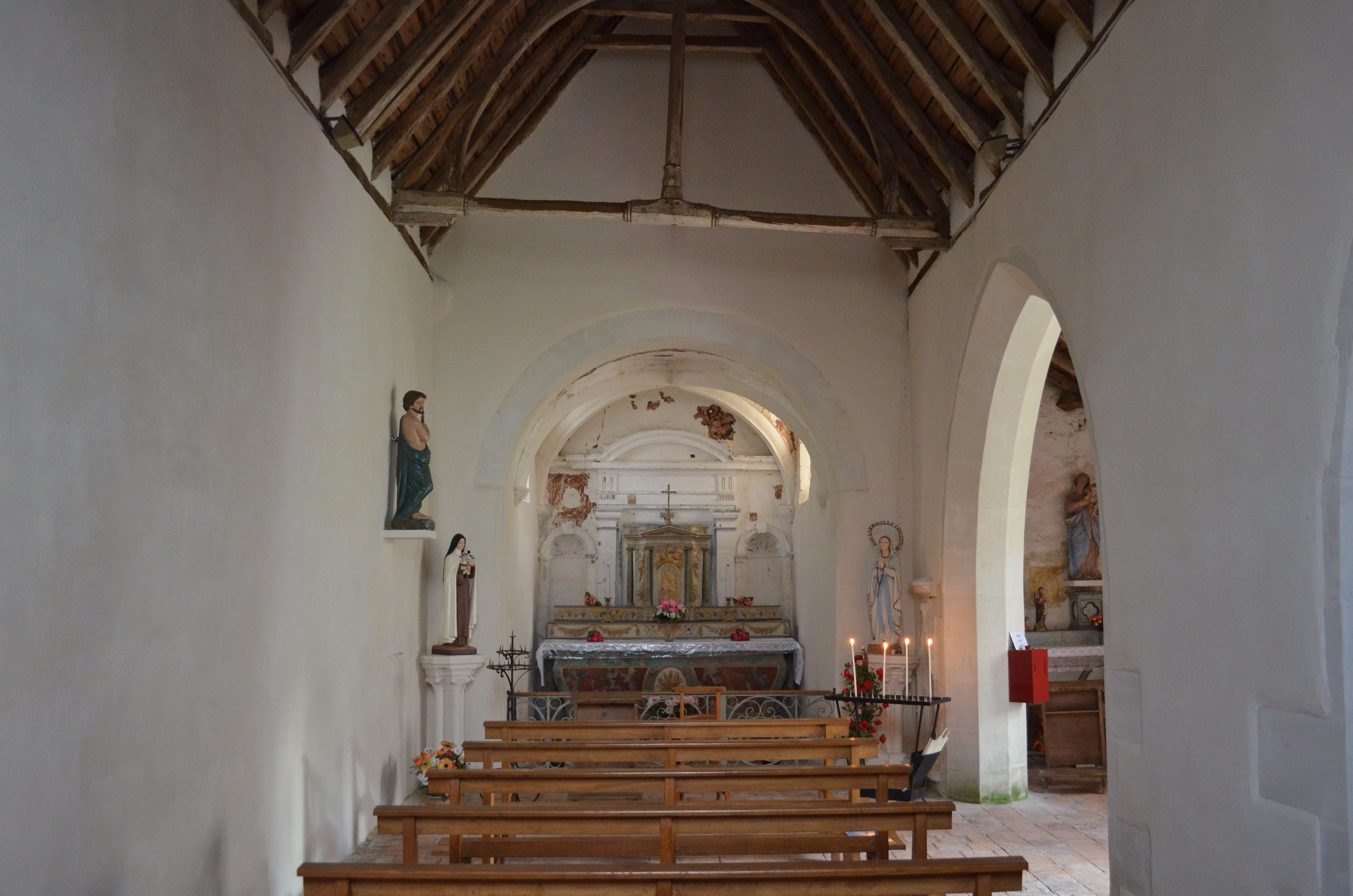
Chœur
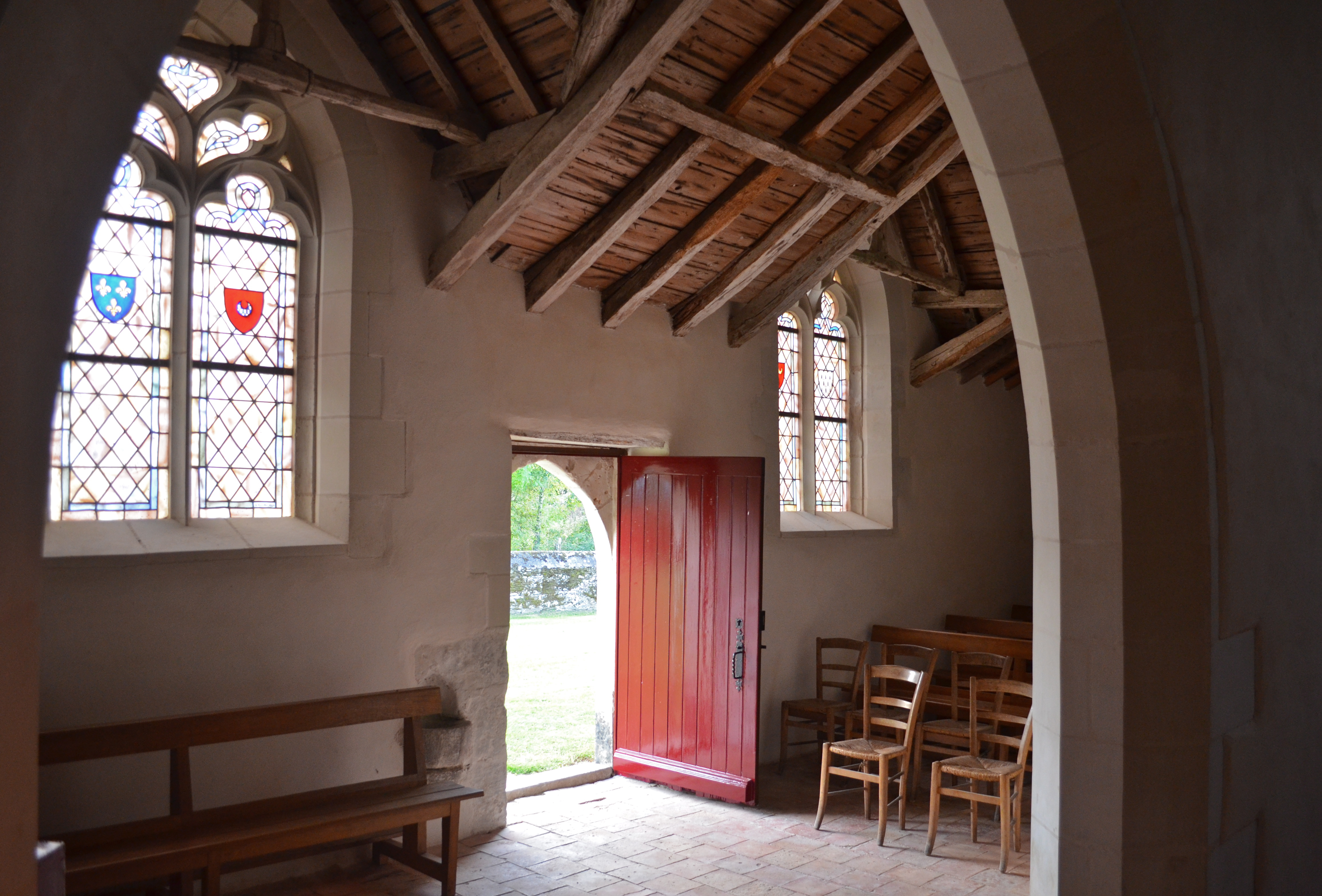
Transept
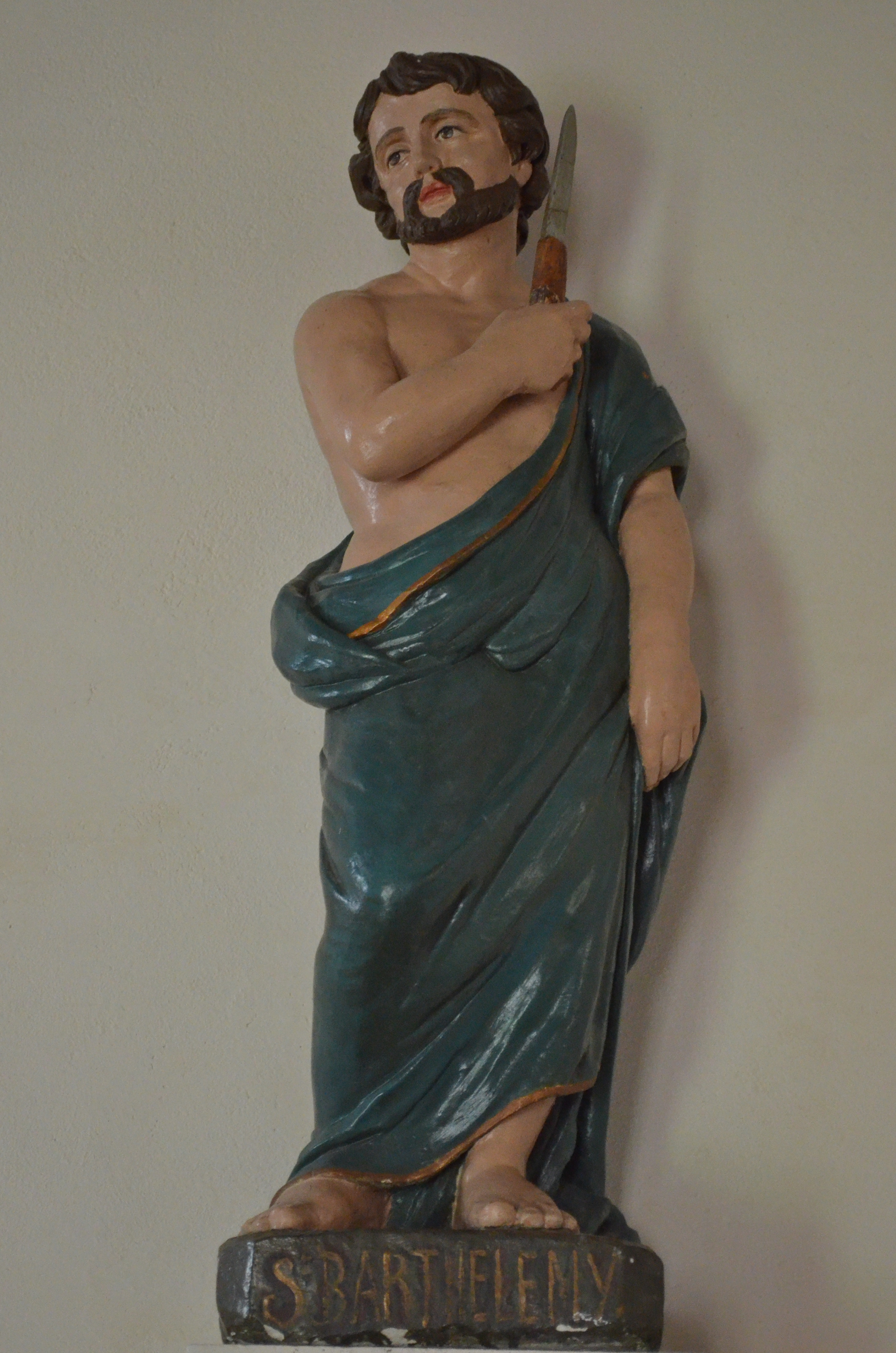
Statue de saint Barthelemy dans la chapelle
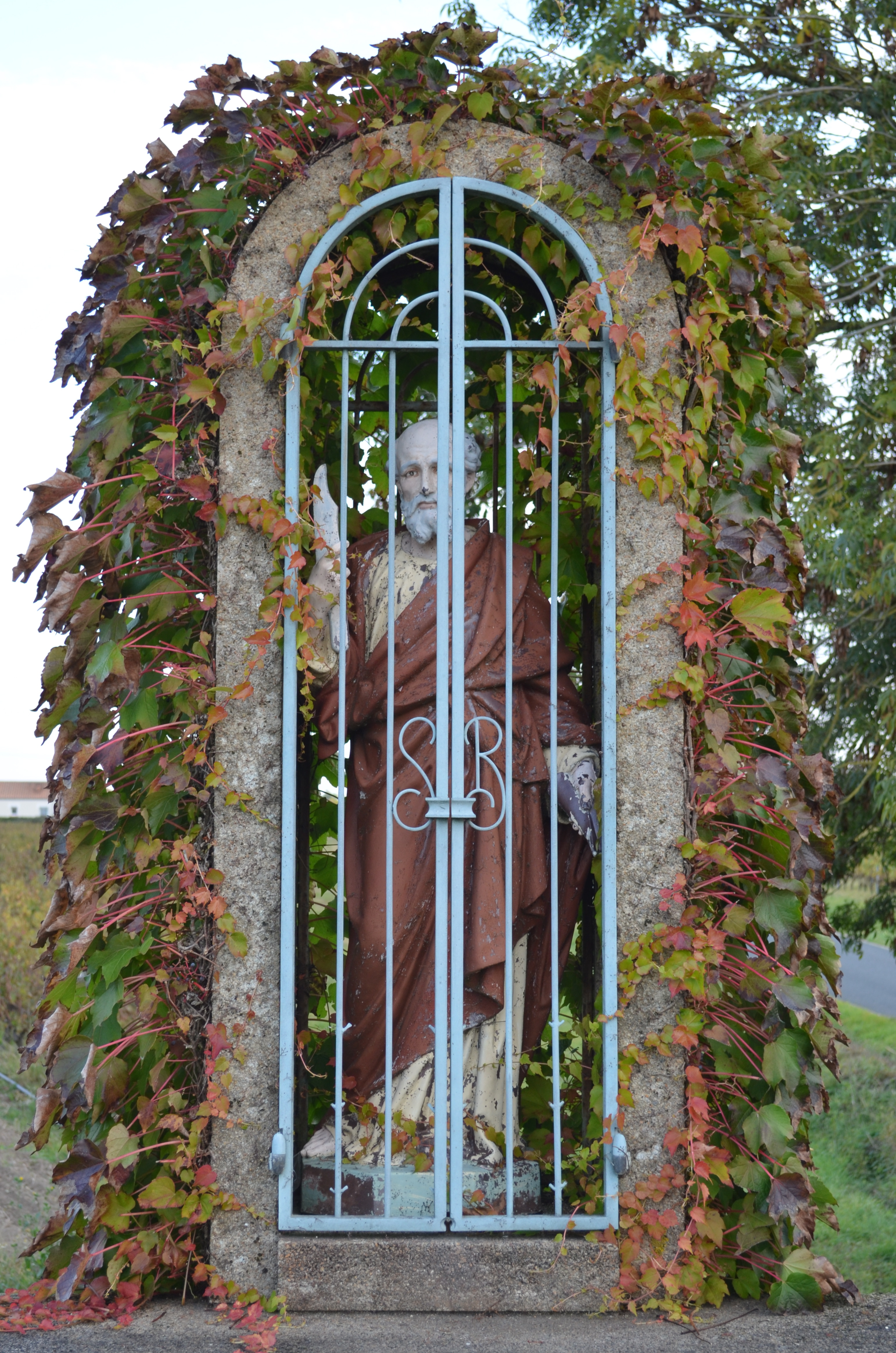
Statue de saint Barthelemy près de la chapelle
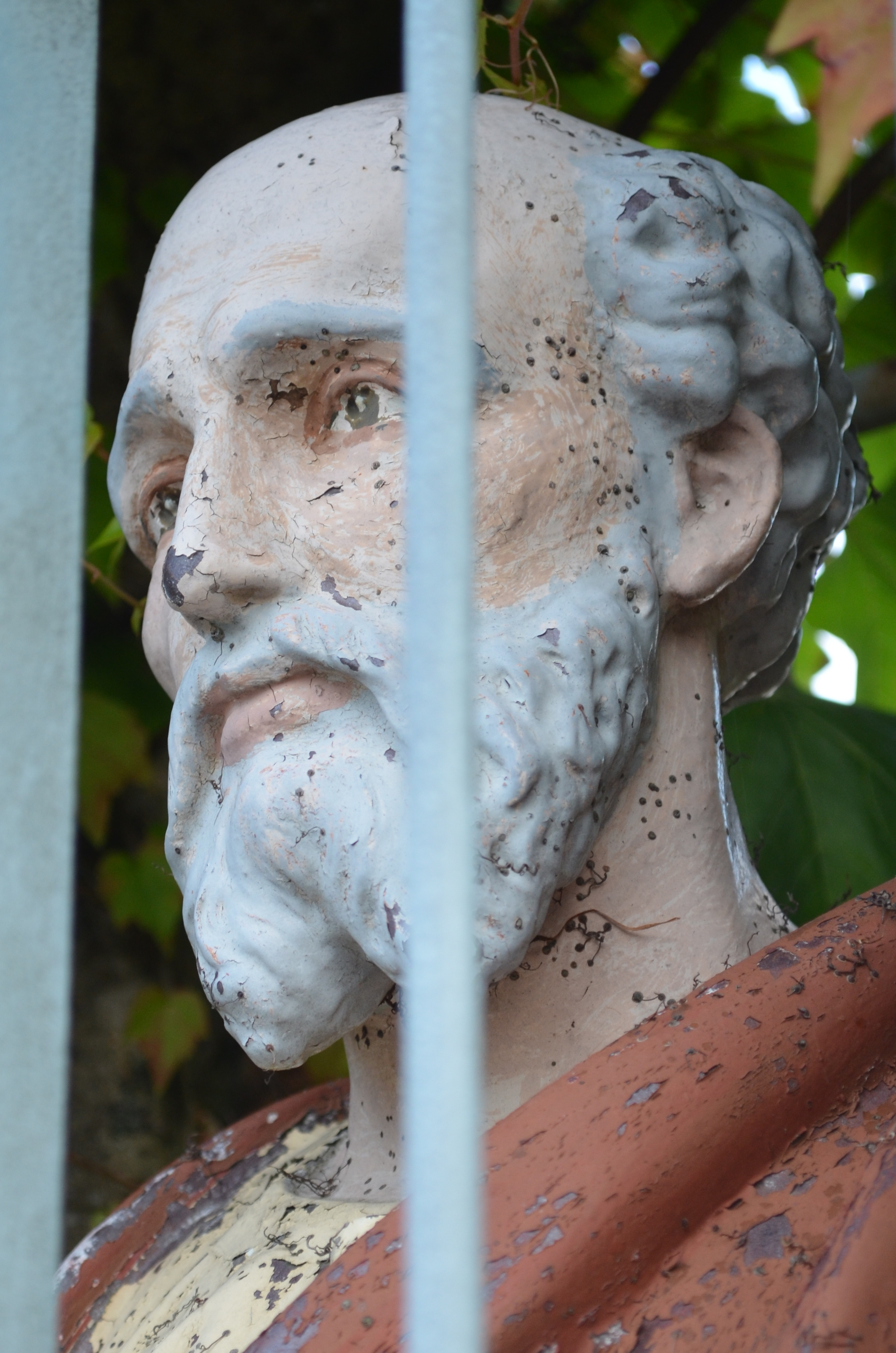
Détail
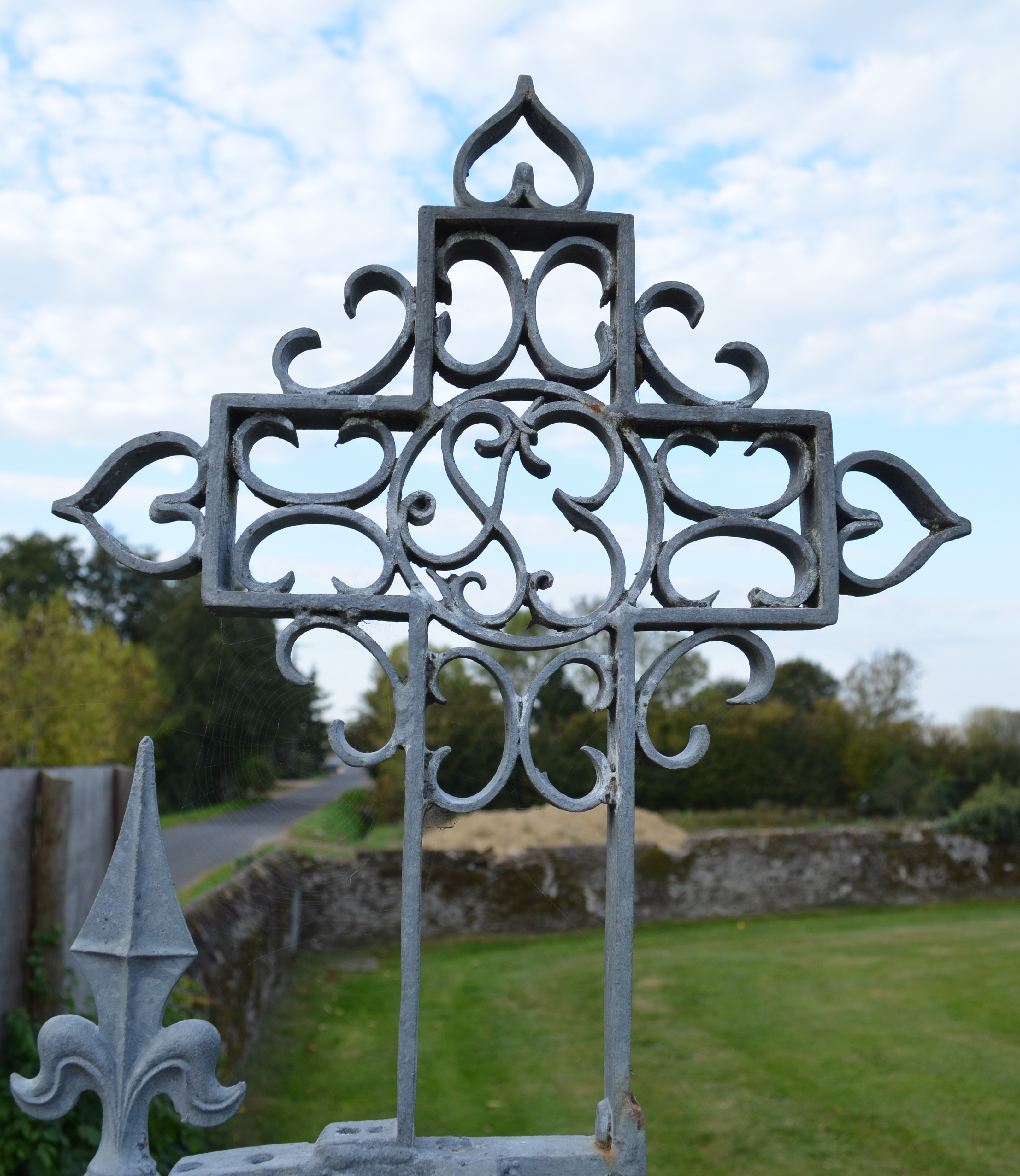
Portail

Gentilhommière de la Meslerie
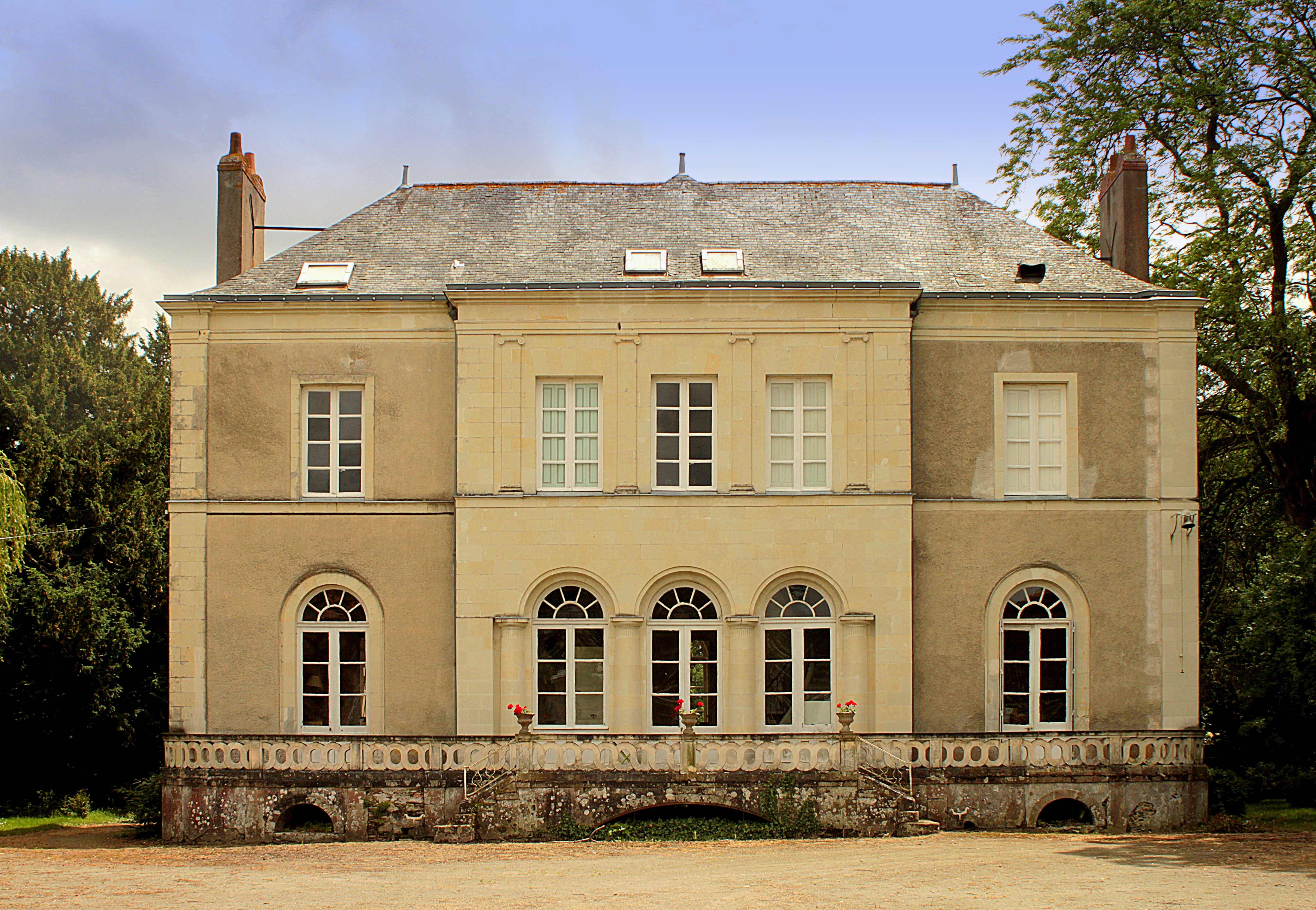
La gentillhommière.
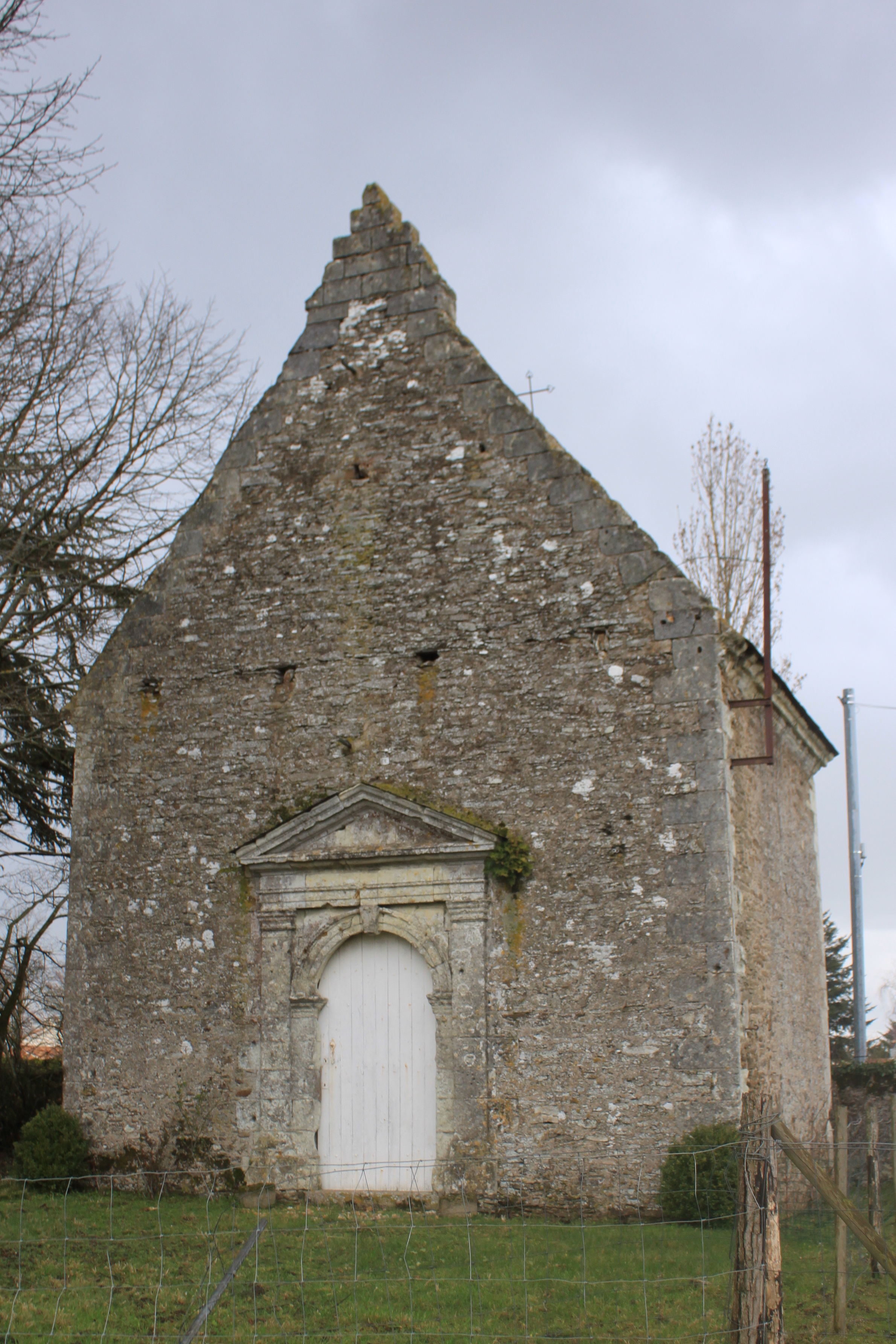
Sa chapelle.

Moulin Tue-Loup
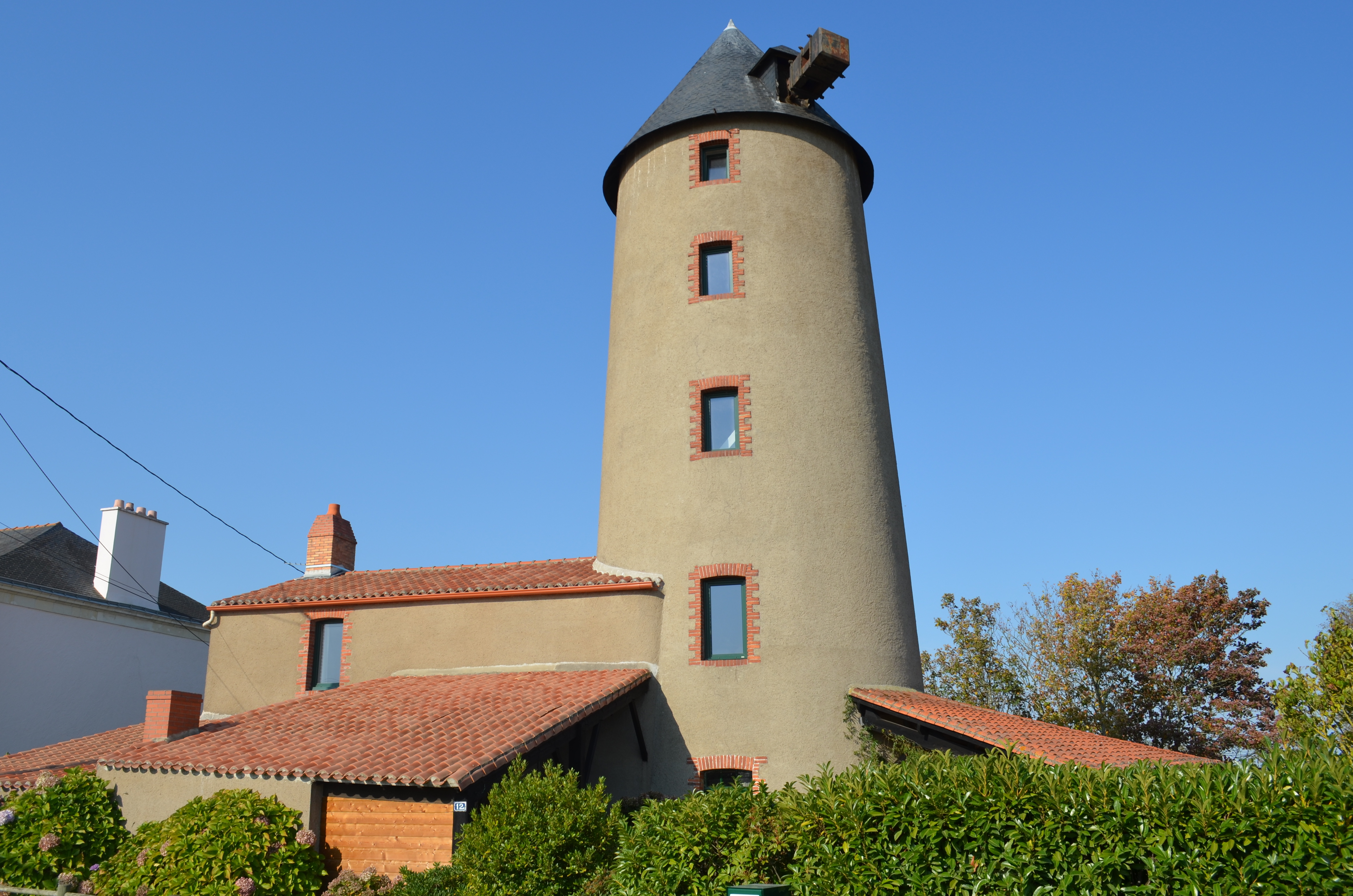
Moulin à vent de Tue-Loup
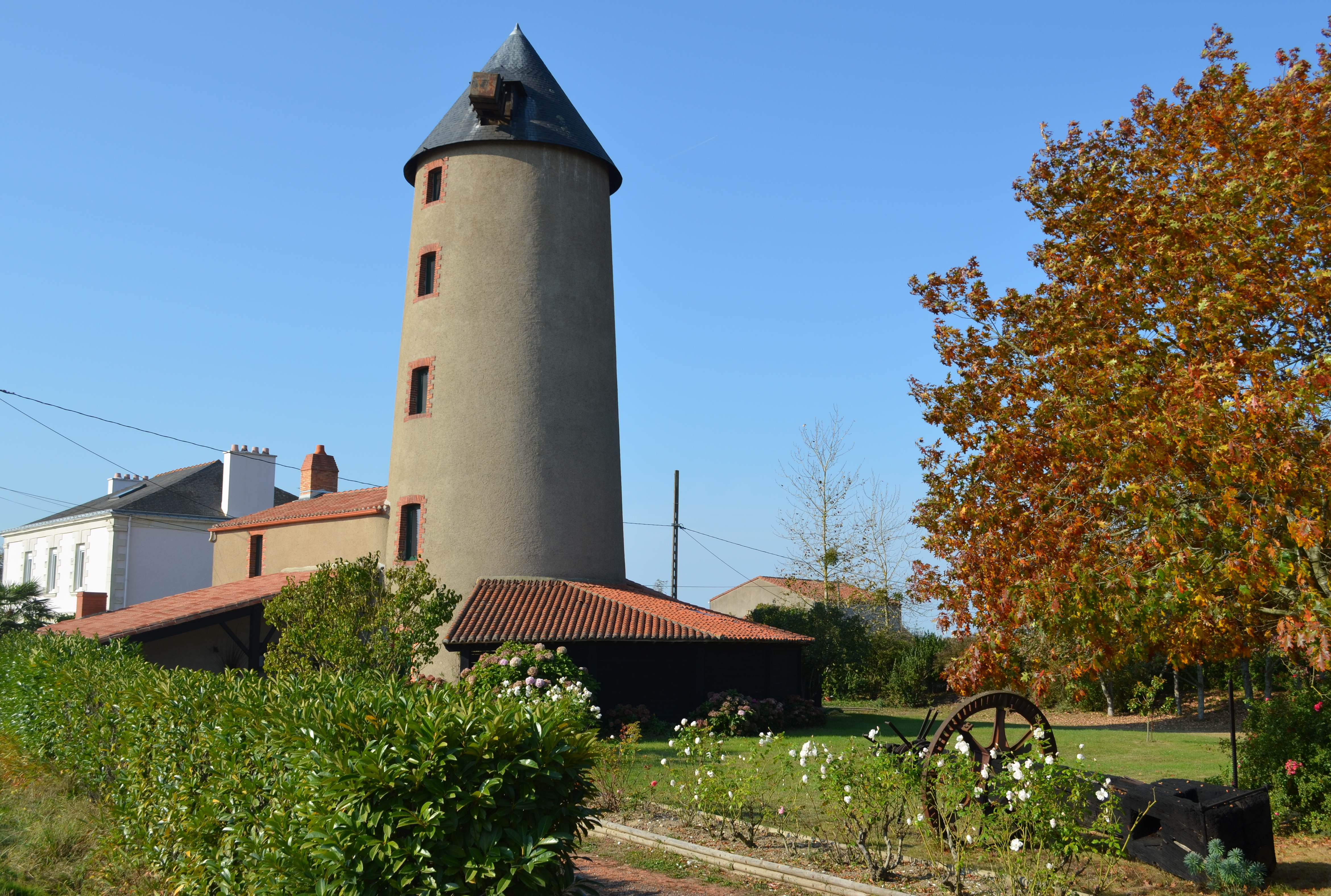
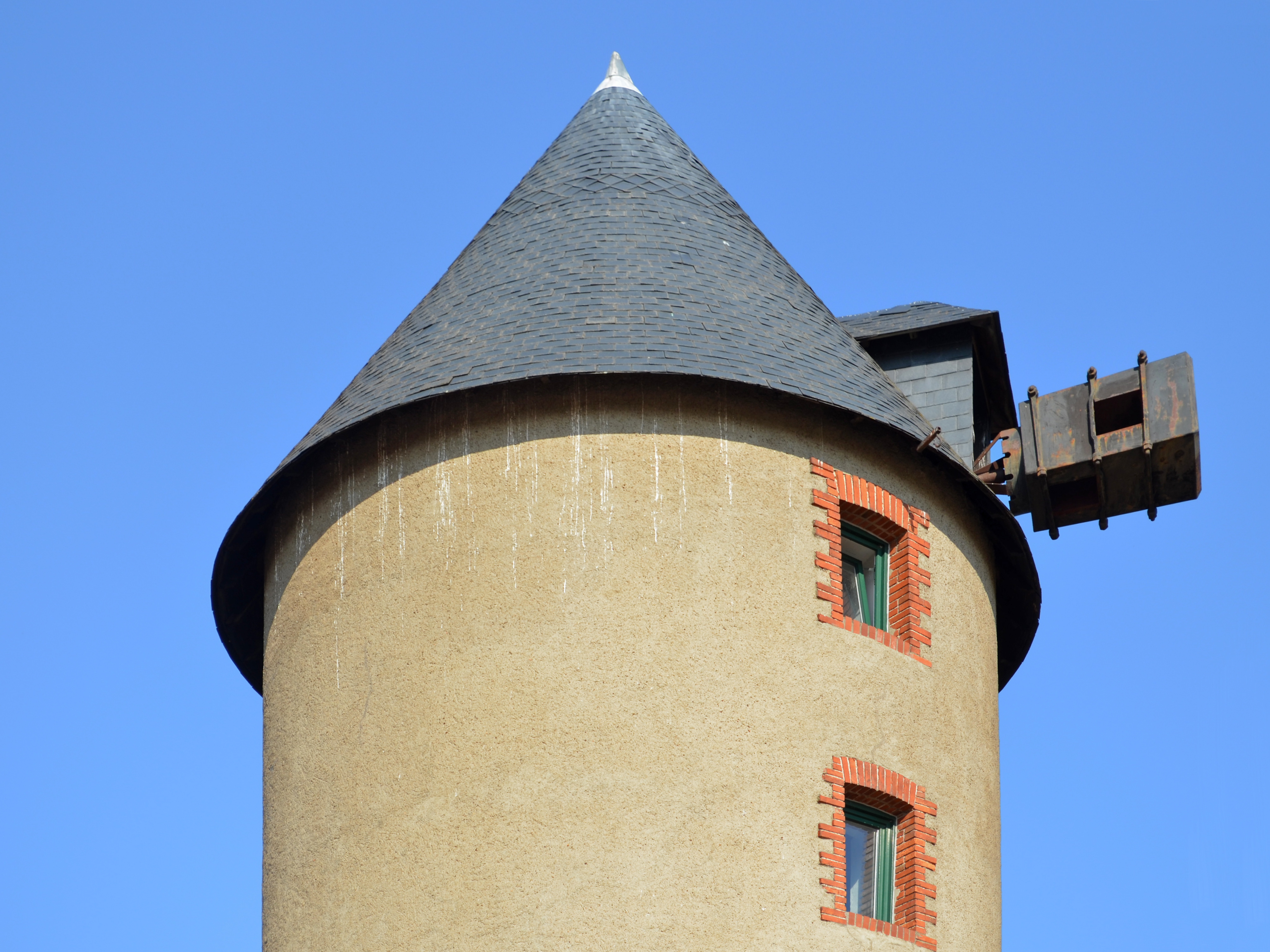

### Personnalités liées à la commune
- Gabriel-Louis de Rougé (1729-1772), évêque de Périgueux ;
- Clémence Lefeuvre, créatrice du beurre blanc ; un concours régional annuel jugeant des muscadets lui est dédié ;
- Christian Denis (1953-), romancier ;
- Michel Dabat, jeune résistant ;
- François Sébastien Letourneux, ministre de l'Intérieur du 13 septembre 1797 au 17 juin 1798 dans le Directoire ;
- Sim, acteur, comique, auteur et écrivain français, y passe une partie de sa jeunesse ; le 15 août 1939, alors en vacances au lieu-dit de Boire-Courant, lors d'une fête à Saint-Julien-de-Concelles, Sim et son copain Georges Rousseau (dit Jojo), s'inscrivent à un concours de grimace qu'il remporte ;
- Estelle Nze Minko (1991-), joueuse de handball professionnelle.
- Marie-Charlotte Baudry (1883-1960), compositrice et pianiste française.

### Jumelages
La commune est jumelée avec :
- Trittau (Allemagne) depuis 1971.
- Totton and Eiling (Royaume-Uni) depuis 1981.
- Ocna Sibuilui (Roumanie) depuis 2019[33].

### Héraldique
| Blason | Blasonnement : De sinople à la chapelle Saint Barthélemy d'argent soutenue d'une jumelle ondée du même et surmontée de trois fleurs de lys d'or rangées en fasce. Commentaires : Dans la chapelle Saint-Barthélemy se trouvent les fleurs de lys des armoiries du Plessix-Angié. Le sinople (vert) évoque la vie rurale et les activités agricoles ; les ondes représentent la Loire. Blason conçu par Yves Boislève (délibération municipale du 16 janvier 2001). |

Ancien blason

Avant 2001, le blasonnement de Saint-Julien-de-Concelles est : Écartelé, au premier de pourpre aux deux fraises de gueules feuillées de sinople, au deuxième d'azur à la grappe de raisin de pourpre, au troisième d'azur au brochet contourné et ployé d'argent en barre et au quatrième de pourpre à l'hirondelle de sable volant en bande. Il s'agit d'un symbole urbain créé pour les Floralies de Nantes, en 1982. * Il y a là non-respect de la règle de contrariété des couleurs : ces armes sont fautives.